# Eburodacrystola pickeli
Eburodacrystola pickeli är en skalbaggsart som först beskrevs av Julius Melzer 1928.  Eburodacrystola pickeli ingår i släktet Eburodacrystola och familjen långhorningar. Inga underarter finns listade i Catalogue of Life.